# Csang-o–3
A Csang-o–3 (kínaiul: 嫦娥三号, hanjü pinjin átírással: Cháng'é Sānhào, magyaros átírással: Csang-o szan-hao, vagyis Holdistennő-3) a harmadik kínai holdszonda, és a Csang-o-program harmadik űrszondája. Az első két műhold technikai előkészítést biztosított Hold körüli pályára állásával.

## Küldetés
A szondát helyi idő szerint 2013. december 2-án 01:30-kor Délnyugat-Kínából egy Hosszú Menetelés–2F hordozórakétával indították útnak. Az 1200 kilogramm össztömegű kínai holdszonda egy 120 kilogramm tömegű rovert vitt magával. Az űrszonda 112 órás utazás után december 6-án állt Hold körüli pályára. December 14-én körpályájából kilépve 12 perc alatt puhán elérte a Hold felszínét a Mare Imbrium északnyugati részén, a Sinus Iridum középpontjában, a Laplace A kráter közelében.
Ezzel Kína a világ harmadik országa, amelynek sikerült épségben űrszondát a Hold felszínére juttatnia. A kínai holdprogram hosszabb távú célja emberes holdutazás végrehajtása. 2017-ig kőzetmintákat hoznának a Földre, 2024 körül emberes programot hajtanának végre.

## Program

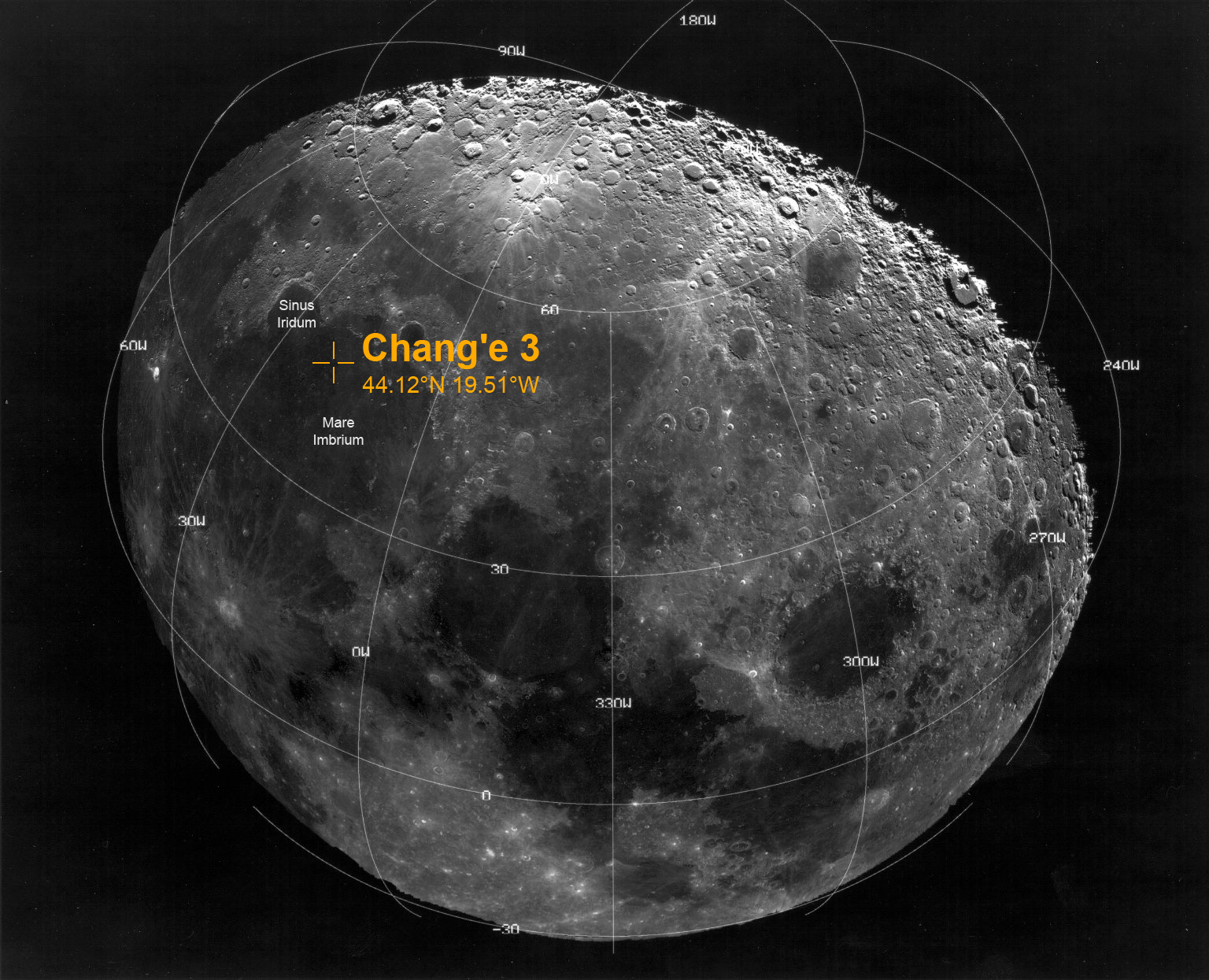
A tervezett leszállási hely egy 249 km átmérőjű kráter lett volna a Sinus Iridum-ban, de a szonda végül a Laplace A kráter közelében szállt le

### A tervezett program
A tervek szerint a Csang-o-szan-hao (Chang'e Sanhao) Yutu nevű hatkerekes, kamerákkal felszerelt, napenergiával hajtott holdautója a robotkarján lévő műszerekkel megvizsgálja az útjában található érdekesebb kőzeteket. Közeli fényképező és felszínt megmunkáló eszközökkel is föl van szerelve a robotkar.  Olyan teleszkópot is telepítenek vele, amely egyszerre alkalmas a Föld magnetoszférájának és a Hold felszínének vizsgálatára. A hordozó egységre felszerelt műszerek adatátvitelt segítenek, biztosítják a Föld- és a csillagok megfigyelését.

### A megvalósult program
A Csang-o-szan-hao (Chang'e Sanhao) 2013. december 14.-én Hold körüli pályáról kilépve 12 perc alatt a Laplace A kráter közelében elérte a Hold felszínét a Mare Imbrium északnyugati részén. Leszállását kamerái segítségével élőben közvetítette. 37 év után az első sima leszállás koordinátái: nyugati hosszúság 19,51 fok, északi szélesség 44,12 fok. A sima leszállást követően a négylábú robot aktivizálta a napelemeket, hogy a lebocsátáshoz üzemkész állapotba hozza a Yutu nevű (jelentése: Holdi nyuszi) rovert, amely legördülve elindult a holdfelszín vizsgálatára. Sajnos a felmerült problémák miatt a szonda csak kevesebb mint 100 métert tudott megtenni a Holdon.
Az ultraibolya 15 cm-es átmérőjű távcsöve a Hold felszínén két évig működött. Egyik felfedezése volt, hogy a Hold felszínén található kőzetek annál is változatosabbak, mint amit az amerikai Apollo és a szovjet Luna programok eredményei mutattak. 2016 nyarán a szondával végleg megszakadt a kapcsolat. Ezzel a kínai holdrover több mint tízszeresen élte túl a tervezett három hónapos élettartamát.